# Брумьола (община)
Община Брумьола (на шведски: Bromölla kommun) е разположена в лен Сконе, югоизточна Швеция с обща площ 186 km2 и население 12 336 души (към 31 декември 2013). Административен център на община Брумьола е едноименния град Брумьола.